# (21380) Devanssay
(21380) Devanssay est un astéroïde de la ceinture principale.

## Description
(21380) Devanssay est un astéroïde de la ceinture principale. Il fut découvert le 27 février 1998 à Caussols par le programme ODAS. Il présente une orbite caractérisée par un demi-grand axe de 2,27 UA, une excentricité de 0,20 et une inclinaison de 6,6° par rapport à l'écliptique.

## Compléments